# Panaqolus nocturnus
Panaqolus nocturnus är en fiskart som först beskrevs av Schaefer och Stewart, 1993.  Panaqolus nocturnus ingår i släktet Panaqolus och familjen Loricariidae. Inga underarter finns listade i Catalogue of Life.